# Ivor Grattan-Guinness
Pour les articles homonymes, voir Guinness (homonymie) et Henry Grattan.
Ivor Grattan-Guinness, né le 23 juin 1941 à Bakewell en Angleterre et mort le 12 décembre 2014) est un historien des mathématiques et de la logique.

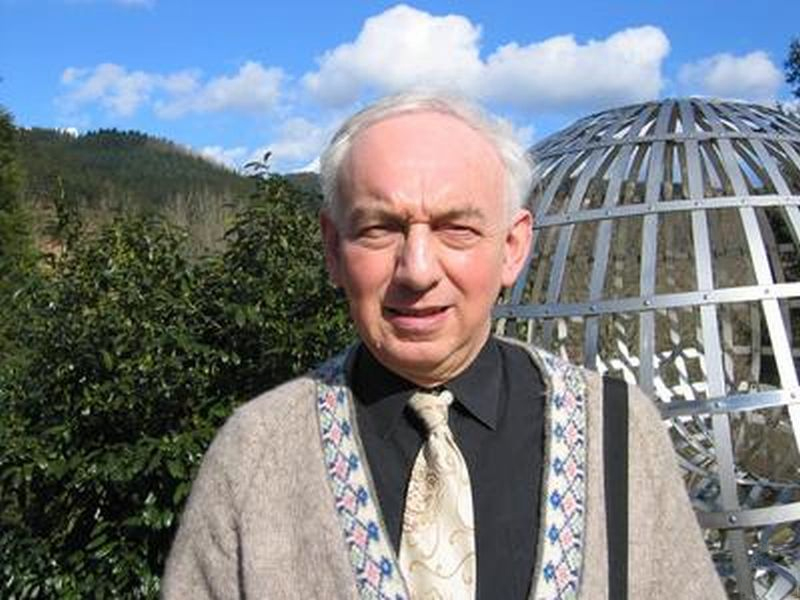
Grattan-Guinness, Oberwolfach, 2006

## Carrière
Il obtient une licence de mathématiques au Wadham College d'Oxford puis, en 1966, une maîtrise en sciences (Econ) en logique mathématique et en philosophie des sciences à la London School of Economics. Il décroche à la fois le doctorat (Ph.D.) en 1969, et le doctorat supérieur (D.Sc.) en 1978 en histoire des sciences à l'université de Londres. Il est professeur émérite d'histoire des mathématiques et de la logique à l'université du Middlesex.

## Travaux
Ivor Grattan-Guinness publie de très nombreux travaux. Ceux-ci ne traitent pas uniquement d'histoire des mathématiques mais aussi d'histoire des sciences, d'histoire et de philosophie de la logique, de philosophie des mathématiques et de l'utilisation de l'histoire dans l'enseignement des mathématiques.

## Prix et distinctions
Il reçoit en 2009 le prix Kenneth-O.-May de la Commission internationale sur l'histoire des mathématiques, aux côtés de Radha Charan Gupta.

## Œuvre
- The Development of the Foundations of Mathematical Analysis from Euler to Riemann (1970). MIT Press[3].
- (en coll. avec J.R. Ravetz) Joseph Fourier, 1768–1830 (1972), MIT Press[4].
- (en) Ivor Grattan-Guinness (dir. et introduction, chap.3), Henk J. M. Bos (chap. 2), R. Bunn (chap. 6), Joseph Dauben (chap. 5), Thomas Hawkins (chap. 4) et Kirsti Meller Pedersen (chap. 1), From the Calculus to Set Theory, 1630–1910: An Introductory History, Princeton University Press, 2000 (1re éd. 1980) (ISBN 0-691-07082-2) (1re édition Duckworth).
- Convolutions in French Mathematics, 1800–1840 (1990). en 3 Vols. Ed. Birkhauser.
- The Rainbow of Mathematics: A History of the Mathematical Sciences (1997), Fontana.  (ISBN 978-0-00-686179-9) rééd. chez W. W. Norton and Company (1999).
- Routes of Learning: Highways, Pathways, and Byways in the History of Mathematics (2009). Johns Hopkins University Press.  (ISBN 0-8018-9248-1).